# 塞貝格湖
46°34′38″N 7°26′35″E / 46.57722°N 7.44306°E

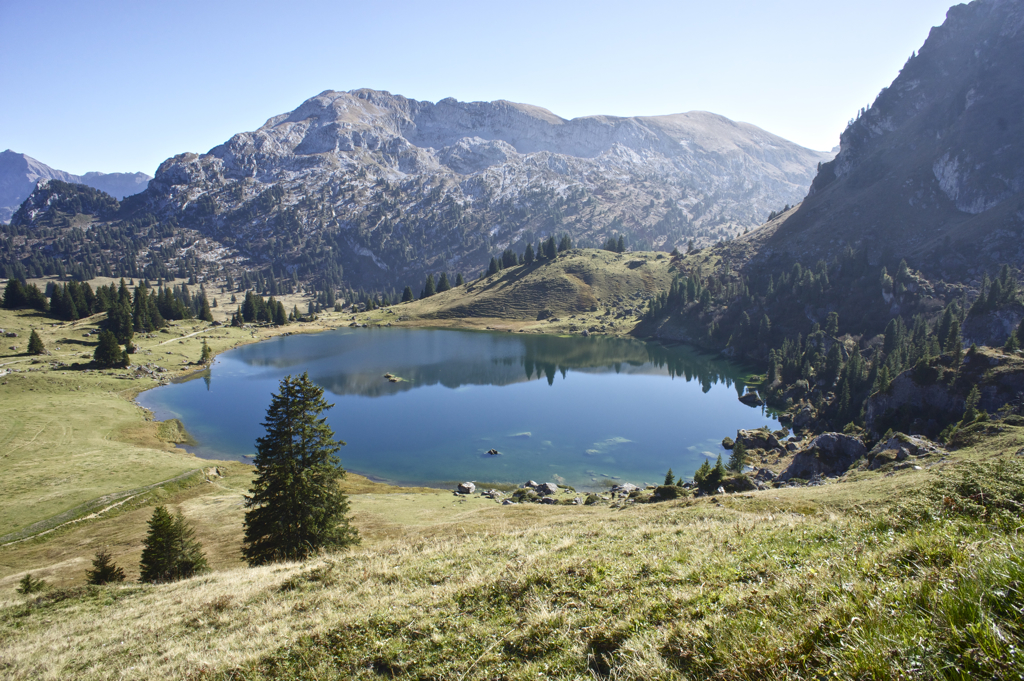
塞貝格湖（Seebergsee

塞貝格湖（Seebergsee），是瑞士的湖泊，位於該國西部，由伯恩州負責管轄，面積0.06平方公里，海拔高度1,830米，該湖泊最大水深15.5米，水體容量38萬立方米。